# Proterhinus
Genre
Les Proterhinus sont un genre d'insectes coléoptères de la famille des Belidae.

## Liste d'espèces
Selon ITIS
- Proterhinus abnormis Perkins, 1920
- Proterhinus abundans Perkins, 1926
- Proterhinus adelus Perkins, 1900
- Proterhinus affinis Perkins, 1900
- Proterhinus alyxiae Perkins, 1900
- Proterhinus amaurodes Perkins, 1900
- Proterhinus analcis Perkins, 1900
- Proterhinus angularis Sharp, 1881
- Proterhinus angustiformis Perkins, 1900
- Proterhinus angustior Perkins, 1900
- Proterhinus anthracias Perkins, 1900
- Proterhinus antiquus Perkins, 1900
- Proterhinus archaeus Perkins, 1900
- Proterhinus arhopalus Perkins, 1900
- Proterhinus asteliae Perkins, 1920
- Proterhinus ater Perkins, 1920
- Proterhinus basalis Sharp, 1879
- Proterhinus binotatus Perkins, 1900
- Proterhinus blackburni Sharp, 1900
- Proterhinus breviformis Perkins, 1900
- Proterhinus brevipennis Perkins, 1900
- Proterhinus bridwelli Perkins, 1920
- Proterhinus bryani Perkins, 1926
- Proterhinus calliphyas Perkins, 1900
- Proterhinus cognatus Perkins, 1900
- Proterhinus collaris Sharp, 1879
- Proterhinus comes Perkins, 1900
- Proterhinus compactus Perkins, 1900
- Proterhinus convexiusculus Perkins, 1900
- Proterhinus coprosmicola Perkins, 1928
- Proterhinus crassicornis Perkins, 1900
- Proterhinus cristatus Perkins, 1931
- Proterhinus cuneatus Perkins, 1920
- Proterhinus debilior Perkins, 1931
- Proterhinus debilis Sharp, 1878
- Proterhinus deceptor Perkins, 1900
- Proterhinus deinops Perkins, 1900
- Proterhinus denudatus Perkins, 1900
- Proterhinus desquamatus Perkins, 1900
- Proterhinus detritus Sharp, 1885
- Proterhinus difficilis Perkins, 1900
- Proterhinus dispar Sharp, 1881
- Proterhinus diversus Perkins, 1900
- Proterhinus dubiosus Perkins, 1900
- Proterhinus echidna Perkins, 1910
- Proterhinus echinoides Perkins, 1900
- Proterhinus epichlorus Perkins, 1900
- Proterhinus epichrysus Perkins, 1900
- Proterhinus epimelas Perkins, 1900
- Proterhinus epitrachys Perkins, 1900
- Proterhinus epitretus Perkins, 1900
- Proterhinus erythrodes Perkins, 1900
- Proterhinus eugonias Perkins, 1900
- Proterhinus eulepis Perkins, 1900
- Proterhinus euops Perkins, 1920
- Proterhinus euphorbiae Perkins, 1920
- Proterhinus eurhopalus Perkins, 1900
- Proterhinus eurhynchus Perkins, 1900
- Proterhinus excrucians Perkins, 1910
- Proterhinus facilis Perkins, 1910
- Proterhinus ferrugineus Perkins, 1900
- Proterhinus fuscicolor Perkins, 1920
- Proterhinus gigas Perkins, 1900
- Proterhinus gracilis Sharp, 1881
- Proterhinus haleakalae Perkins, 1900
- Proterhinus hawaiiensis Perkins, 1900
- Proterhinus hemichlorus Perkins, 1900
- Proterhinus heterostictus Perkins, 1910
- Proterhinus heterotarsus Perkins, 1900
- Proterhinus homoeochromus Perkins, 1900
- Proterhinus humeralis Sharp, 1879
- Proterhinus hypotretus Perkins, 1900
- Proterhinus impressiscutis Perkins, 1920
- Proterhinus ineptus Sharp, 1885
- Proterhinus innotabilis Perkins, 1900
- Proterhinus insignis Sharp, 1885
- Proterhinus kaalae Perkins, 1930
- Proterhinus kahanae Perkins, 1931
- Proterhinus kamptarthrus Perkins, 1900
- Proterhinus lanaiensis Perkins, 1900
- Proterhinus laticollis Blackburn, 1885
- Proterhinus laticornis Perkins, 1900
- Proterhinus leconte Sharp, 1879
- Proterhinus leiorhynchus Perkins, 1900
- Proterhinus leptophyas Perkins, 1900
- Proterhinus leptorhynchus Perkins, 1900
- Proterhinus leptothrix Perkins, 1900
- Proterhinus leucothorax Perkins, 1900
- Proterhinus linearis Blackburn, 1885
- Proterhinus longicornis Sharp, 1885
- Proterhinus longisetis Perkins, 1920
- Proterhinus longulus Sharp, 1879
- Proterhinus maculatus Perkins, 1900
- Proterhinus maculifer Perkins, 1900
- Proterhinus malespretus Perkins, 1920
- Proterhinus maurus Perkins, 1910
- Proterhinus megalotarsus Perkins, 1900
- Proterhinus microtarsus Perkins, 1900
- Proterhinus minimus Perkins, 1910
- Proterhinus mirabilis Perkins, 1900
- Proterhinus miricornis Perkins, 1927
- Proterhinus molohaiensis Perkins, 1900
- Proterhinus moribundus Perkins, 1916
- Proterhinus myrsineoides Perkins, 1910
- Proterhinus myrsineus Perkins, 1910
- Proterhinus navita Perkins, 1900
- Proterhinus neglectus Perkins, 1900
- Proterhinus nigricans Sharp, 1879
- Proterhinus nivicola Perkins, 1900
- Proterhinus oahuensis Perkins, 1900
- Proterhinus obscuricolor Perkins, 1900
- Proterhinus obscurus Sharp, 1878
- Proterhinus ombrophilus Perkins, 1900
- Proterhinus oscillans Sharp, 1878
- Proterhinus osculans Perkins, 1900
- Proterhinus oxygonias Perkins, 1900
- Proterhinus pachycnemis Perkins, 1900
- Proterhinus paradoxus Sharp, 1879
- Proterhinus peles Perkins, 1900
- Proterhinus perkinsi Zimmerman, 1940
- Proterhinus persimilis Perkins, 1900
- Proterhinus phyllobius Perkins, 1920
- Proterhinus pipturi Perkins, 1910
- Proterhinus platygonias Perkins, 1900
- Proterhinus platygonioides Perkins, 1910
- Proterhinus podagricus Perkins, 1910
- Proterhinus pteridis Perkins, 1900
- Proterhinus punctipennis Sharp, 1881
- Proterhinus pusillus Sharp, 1879
- Proterhinus robustus Blackburn, 1885
- Proterhinus rufescens Perkins, 1900
- Proterhinus ruficollis Perkins, 1900
- Proterhinus ruficornis Perkins, 1900
- Proterhinus scutatus Blackburn, 1885
- Proterhinus separandus Perkins, 1900
- Proterhinus serricornis Perkins, 1900
- Proterhinus seticollis Perkins, 1900
- Proterhinus setiger Perkins, 1900
- Proterhinus setulosus Perkins, 1900
- Proterhinus sharpi Perkins, 1900
- Proterhinus similis Blackburn, 1885
- Proterhinus simplex Sharp, 1878
- Proterhinus solitarius Perkins, 1900
- Proterhinus squalidus Perkins, 1900
- Proterhinus squamicollis Perkins, 1900
- Proterhinus sternalioides Perkins, 1900
- Proterhinus sternalis Sharp, 1879
- Proterhinus subangularis Perkins, 1910
- Proterhinus subdeceptor Perkins, 1910
- Proterhinus subplanatus Perkins, 1900
- Proterhinus swezeyi Perkins, 1920
- Proterhinus tantali Perkins, 1935
- Proterhinus tarsalis Perkins, 1935
- Proterhinus tarsus Blackburn, 1885
- Proterhinus transversalis Perkins, 1910
- Proterhinus tuberculiceps Perkins, 1910
- Proterhinus validus Sharp, 1881
- Proterhinus vestitus Sharp, 1878
- Proterhinus vicinus Perkins, 1900
- Proterhinus vulcanus Perkins, 1900
- Proterhinus wikstroemiae Perkins, 1900
- Proterhinus xanthoxyli Perkins, 1931

## Première publication
(en) D. Sharp, Descriptions of some new species and a new genus of Rhyncophorous Coleoptera, from the Hawaiian Islands, Transactions of the Entomological Society of London, 1878 pp.15-26 Texte complet